# Ngụy Thị Khanh
Ngụy Thị Khanh, née en 1976 à Bắc Am dans le nord du Viêt Nam, est une militante écologiste vietnamienne.

## Biographie
Ngụy Thị Khanh naît en 1976 à Bắc Am. En juin 1999 elle obtient un diplôme de l’Académie diplomatique. En 2002 naît son premier enfant. Elle fonde en 2011 le Green Innovation and Development Centre (GreenID) pour promouvoir le développement durable au Viêt Nam. Le 23 avril 2018 elle obtient le prix Goldman pour l'environnement, grâce à son action, le Viêt Nam réduit ses émissions de dioxyde de carbone de 115 millions de tonnes chaque année.